# Польша на летних Олимпийских играх 1936
Польша принимала участие в Летних Олимпийских играх 1936 года в Берлине (Германия) в четвёртый раз за свою историю, и завоевала три бронзовые и три серебряные медали. Сборную страны представляли 17 женщин.

## 02!Серебро
- Лёгкая атлетика, женщины, 100 метров — Станислава Валасевич.
- Лёгкая атлетика, женщины, метание диска — Ядвига Вайсувна.
- Конный спорт, мужчины — Здзислав Кавецкий, Северин Кулеша и Хенрик Лелива-Ройцевич.

## 03!Бронза
- Лёгкая атлетика, женщины, метание молота — Мария Квасьневская.
- Гребля, мужчины — Ежи Уступский и Роджер Верей.
- Стрельба, мужчины — Владыслав Карась.

## Результаты соревнований

### Академическая гребля
Соревнования в академической гребле на Играх 1936 года проходили с 11 по 14 августа. В следующий раунд из каждого заезда проходили несколько лучших экипажей (в зависимости от раунда и дисциплины). В финал выходили 6 сильнейших экипажей.

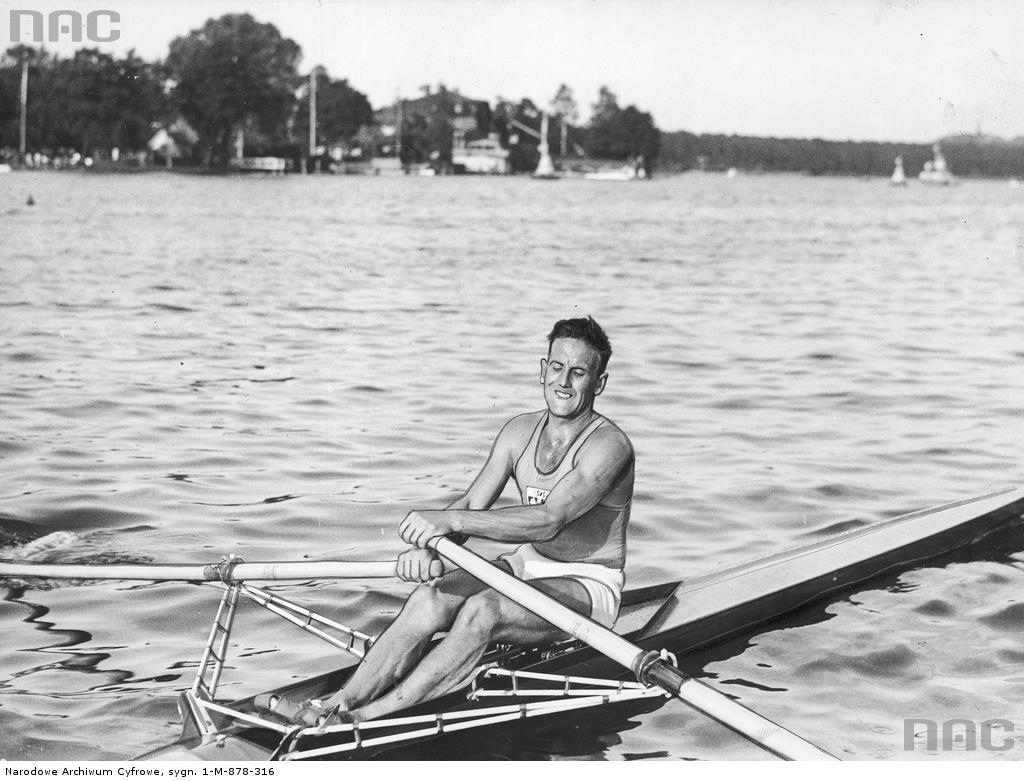
Польский гребец Роджер Верей во время Олимпийских игр

Мужчины
| Соревнование | Спортсмены                             | Предварительный заезд | Предварительный заезд | Предварительный заезд | Отборочный заезд | Отборочный заезд | Отборочный заезд | Полуфинал     | Полуфинал     | Полуфинал     | Финал                | Финал                |
| Соревнование | Спортсмены                             | Заезд                 | Время                 | Место                 | Заезд            | Время            | Место            | Заезд         | Время         | Место         | Время                | Место                |
| ------------ | -------------------------------------- | --------------------- | --------------------- | --------------------- | ---------------- | ---------------- | ---------------- | ------------- | ------------- | ------------- | -------------------- | -------------------- |
| одиночки     | Роджер Верей                           | 1                     | 7:31,2                | 1 Q                   | не участвовал    | не участвовал    | не участвовал    | 1             | DNF           | —             | завершил выступление | завершил выступление |
| двойки       | Ришард Божуковский Эдвард Кобылиньский | 1                     | 7:29,9                | 1 Q                   | не участвовали   | не участвовали   | не участвовали   | не проводится | не проводится | не проводится | 8:41,9               | 6                    |